# كوماتسو (إيشيكاوا)
مدينة كوماتسو (بالإنجليزية: Komatsu)‏ هي أحد المدن التابعة لمحافظة إيشيكاوا. تأسست رسميًا في 01/12/1940. ويقدر عدد سكانها بـ 109285 نسمة حسب تقدير مكتب الإحصاء الياباني لعام 2012. تبلغ مساحة كوماتسو 371.13 كم2. بكثافة سكانية تبلغ 294 نسمة/كم2.

## أعلام
- ياسو إيشيكاوا
- يوهي تويودا
- أتسوشي كيتا
- نوبوهيرو تاجيما
- ماي ناكاجاوا